# Tuvtåtel
Tuvtåtel (Deschampsia cespitosa, synonym Aira caespitosa a)) är en flerårig växtart i familjen gräs. Som namnet antyder växer det i stora täta tuvor.

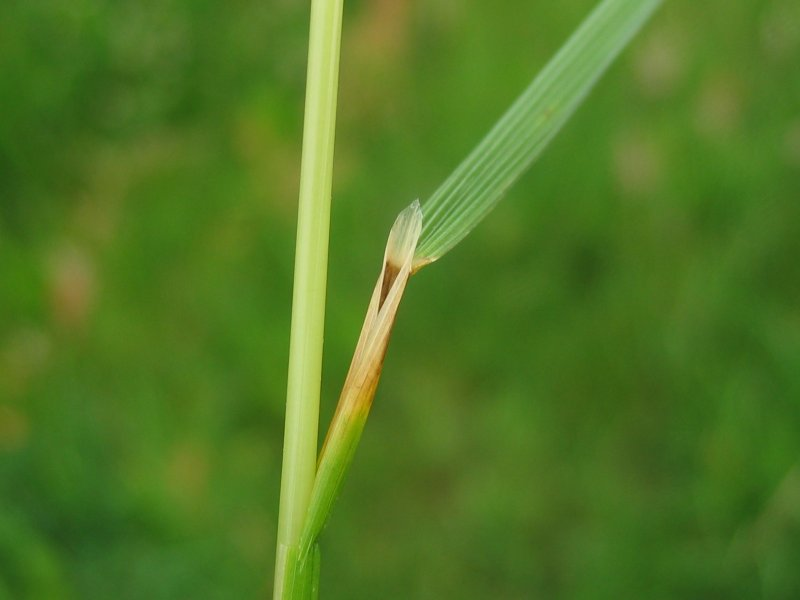
Sträva stödblad

Det är tämligen storväxt och har små, ofta lilaaktiga småax i stora yviga vippor. Det känns enklast igen på stödbladen, vars ovansida är mycket sträv - nästan vass - av ett antal skarpa räfflor.

─────
a) Litteraturen uppvisar flera stavningsvarianter: cæspitosa, caespitosa, cespitosa

## Bygdemål
| Namn       | Trakt              | Förklaring           | Referens |
| ---------- | ------------------ | -------------------- | -------- |
|            |                    |                      |          |
| Haregräs   | Skåne              |                      | [ 3 ]    |
| Taðu, tådå | Dalarna (Älvdalen) | ð = tonande d, "eth" | [ 4 ]    |